# Synagoga w Więcborku
Synagoga w Więcborku – więcborska synagoga została wybudowana w 1811 roku. Mieściła się przy obecnej ulicy Hallera 11. W czasie okupacji hitlerowskiej świątynia została zniszczona. Obecnie na jej miejscu został wybudowany nowy budynek mieszkalny.